# Leonardo Araújo
Leonardo Araujó (Niterói, Brazília, 1969. szeptember 5. –) egykori labdarúgó, 2009-2010-ben az AC Milan edzője, 2009-ben ő vette át Carlo Ancelotti helyét. 2010. december 24-én kinevezték a városi rivális Internazionale vezetőedzőjévé, ahol Rafa Benítezt váltotta a kispadon. 1994-ben világbajnokságot nyert a brazil labdarúgó-válogatottal, majd 1998-ban ezüstérmes lett.

## Pályafutása
Labdarúgó-karrierjét a brazil Flamengo csapatában kezdte 17 éves korában, ahol olyan játékosokkal játszhatott egy csapatban, mint Zico, Leandro, Bebeto vagy Renato Gaucho. 1990-ben a Sao Paulo csapatához igazolt. Ebben az évben lépett pályára először a válogatottban. Egy évvel később a spanyol Valencia CF csapatában folytatta pályafutását, majd 1993-ban visszatért a Sao Paulo-hoz, ahol megnyerte a Libertarodes-kupát.
1994-ben részt vett a világbajnokságon, ahol négy meccses eltiltást kapott, mert lekönyökölte az amerikai Ted Ramost. A világbajnokság után a japán Kashima Antlers gárdájához igazolt. Itt újra egy csapatban játszhatott példaképével, Zicoval. 1996-ban visszatért Európába és a francia PSG-hez szerződött. Az ő góljával ütötték ki a Liverpool FC csapatát a KEK-elődöntőben. Egy évvel később az AC Milanhoz igazolt, és 2003-ban itt fejezte be labdarúgó-pályafutását.
Az 1998-as világbajnokságon mind a hét meccsen játszott, ahol a brazil válogatott a második helyet szerezte meg. A válogatottban 60 meccsen 8 gólt ért el, legutolsó meccsét 2001-ben játszotta.

## Sikerei, díjai
Klubsikerek
- Brazil bajnok 1991
- Brazil Kupa-győztes 1990
- Sao Paulo állam bajnoka 1991
- Dél-amerikai RE-Kupa-győztes 1993, 1994
- Dél-amerikai Szuperkupa-győztes 1993
- Interkontinentális Kupa-győztes 1993
- Japán bajnok 1996
- Olasz bajnok 1999
- Olasz Kupa-győztes 2003

Nemzetközi sikerek
- 1994 Világbajnok
- 1997 Copa America-győztes
- 1997 Konföderációs Kupa
- 1998 Világbajnoki ezüstérmes

## Külső hivatkozások
- Hivatalos honlap
- Profilja a FIFA honlapján Archiválva 2012. augusztus 27-i dátummal a Wayback Machine-ben
- Profilja a Sambafoot honlapján